# Novovaršavka
Novovaršavka (in russo Нововаршавка?) è un insediamento operaio dell'oblast' di Omsk, in Russia, nella parte sud della Siberia Occidentale. È il centro amministrativo del distretto Novovaršavskij.
Si trova a circa 2 chilometri dalla riva sinistra dell'Irtyš, 150 km a sud-est di Omsk.